# ياي (جنوب السودان)
ياي من أهم مدن غرب الأستوائية بجنوب السودان، تقع على بعد 100 ميل أي 160 كيلومتر غرب جوبا، بها نهر شديد الجريان يسمي نهر ياي، تمتاز شوارع المدينة بأشجار المانجو المثمر.